# Torre Montlleó
La Torre Montlleó és una obra del municipi de Castellar del Vallès (Vallès Occidental) inclosa en l'Inventari del Patrimoni Arquitectònic de Catalunya.

## Descripció
Es tracta d'una torre senyorial de planta rectangular, de dues plantes. Destaca la utilització d'elements clàssics en la seva ornamentació. L'edifici està situat al centre de la finca envoltada per un mur d'obra i reixes de ferro forjat. La façana principal presenta una distribució simètrica que ve centrada per la porta flanquejada per dues finestres, les quals segueixen el mateix sistema compositiu; el brancal el formen dues pilastres amb basa i fust estriat coronades per capitells amb motius vegetals, aquests suporten la llinda i que presenta un petit timpà amb una palmeta al vèrtex superior. Les restants finestres segueixen la mateixa ornamentació. L'acabament de la façana presenta un ràfec amb motllures i una decoració alternada de merlets esglaonats i motius geomètrics formant un semicercle. Coincidint amb l'eix de simetria a la façana principal, sis mènsules sostenen un timpà decorat a la part superior amb una palmeta. La part posterior de l'edifici presenta un cos annex afegit posteriorment amb una balconada a la primera planta amb columnes clàssiques. Al centre de la porta i a les cantonades s'han posat uns fanals treballats amb ferro forjat.